# Problèmes de philosophie
Problèmes de philosophie est un livre écrit par Bertrand Russell, publié en 1912. 
Ce livre comporte une perspective analytique générale. Russell s'efforce, par le rappel de quelques conceptions classiques, de passer en revue afin de mieux situer sa propre démarche. Il pose les questions de la théorie de la connaissance et offre une introduction à la philosophie.  
Russell aborde sous le titre kantien : « comment la connaissance a priori est-elle possible ? », une question de la possibilité de l'application des mathématiques au monde empirique; comment comprendre, se demande Russell, ce pouvoir d'anticipation de l'expérience que semble posséder la mathématique, si on refuse la réponse kantienne des formes a priori de la sensibilité ? La réponse passe par la découverte que les énoncés arithmétiques sont concernés exclusivement par des universaux, que nous connaissons par « expérience directe. »

## Éditions
- The Problems of Philosophy, Bertrand Russell, Henry Holt and Company, New York, 1912
- Problèmes de philosophie, Bertrand Russell, éditions Payot, 1989, Paris.
- The Problems of Philosophy, Bertrand Russell, Cosimo Classics, 2007, New York.